# Cmentarz wojenny nr 240 – Czarna
Cmentarz wojenny nr 240 w Czarnej – zabytkowy cmentarz z I wojny światowej.
Zaprojektowany przez Gustava Rossmanna. Znajduje się obok cmentarza parafialnego. W osi cmentarza znajduje się pomnik zwieńczony krzyżem greckim z tablicą o treści (tłum.): 
"Ręka śmierci, która powala żołnierza
Ozdabia też wieńcem laurowym
Jego pobladłą skroń". 
W siedmiu mogiłach masowych i 22 grobach pojedynczych pochowano 38 żołnierzy austro-węgierskich, niemieckich i rosyjskich.